# ديف دوغلاس (لاعب غولف)
ديف دوغلاس (بالإنجليزية: Dave Douglas)‏ هو لاعب غولف أمريكي، ولد في 1918، وتوفي في 16 نوفمبر 1978.